# Бебреш (язовир)
Бебреш е язовир на река Бебреш в община Ботевград. Водите му се използват за промишлени цели и питейно-битово водоснабдяване на Ботевград след пречистване.
Язовирът е построен през 1987 г. за напояване на земеделските земи. Обемът му е 15,1 млн. m3. Стената му е изградена от трамбована глина. Тя е с височина 48 m. и дължина 408 m. Към стената му е изградена водна кула с височина 53 m. Чрез нея се подава водата от язовира към Ботевград и Ботевградското поле.